# Vier Ambachten

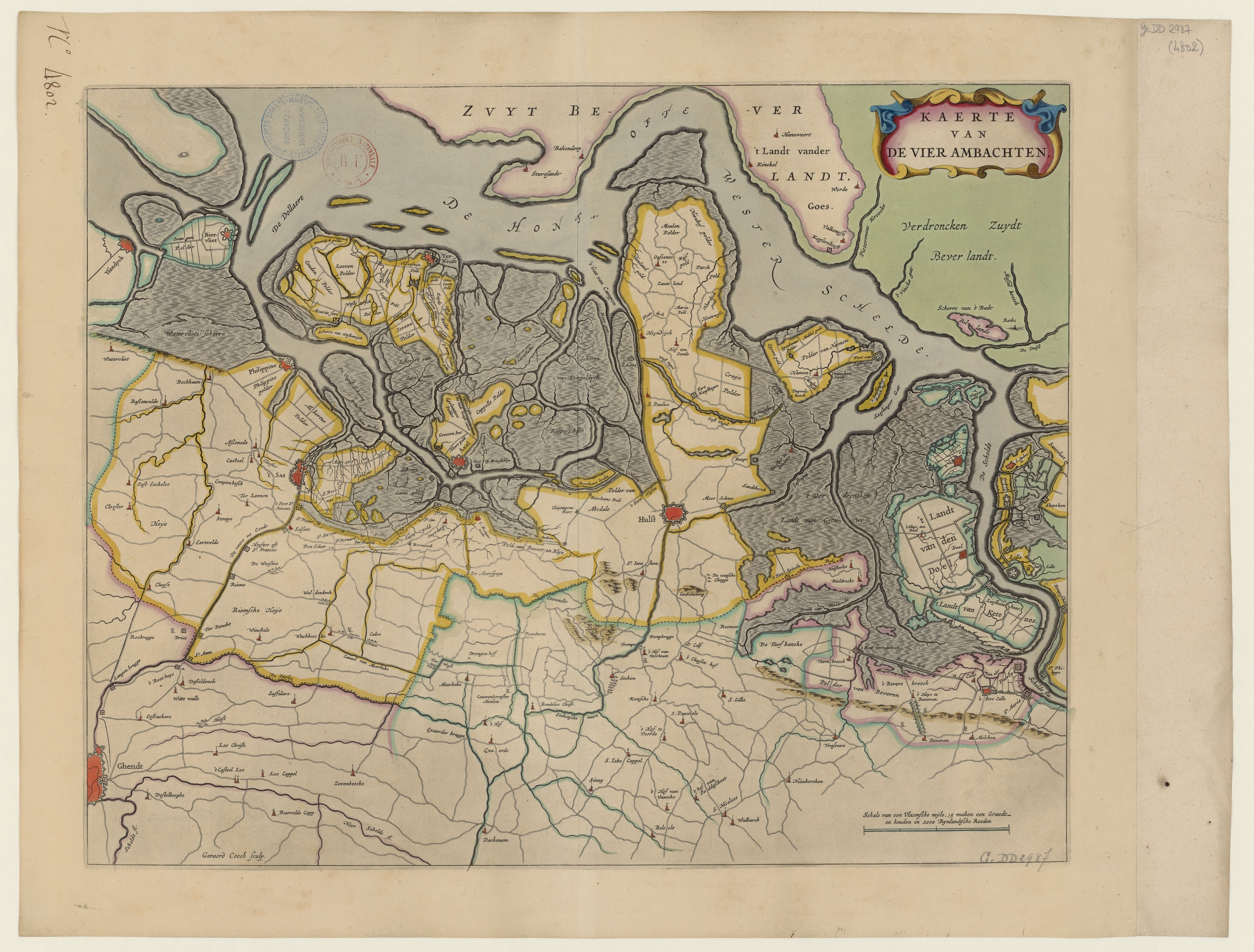
Kaart van de Vier Ambachten uit de 17e eeuw

De Vier Ambachten was een bestuurlijke en juridische eenheid in het graafschap Vlaanderen, het noordelijk deel ervan vormt thans Oost-Zeeuws-Vlaanderen. Het gebied werd ruwweg begrensd door de Honte, Hulst en Biervliet .
In 925 werd de gehele Scheldedelta (Walacra) bij het Duitse Rijk gevoegd. De latere Vier Ambachten bestond uit bossen in het zuiden, zandplaten, slikken en vaargeulen in het noorden. Het gebied grensde in het zuiden aan de Pagus Gandensis (Land van Gent) en de Pagus Wasiae (Land van Waas). In 1012 werd Walacra in leen gegeven aan Boudewijn IV van Vlaanderen en behoorde toen als deel van Rijks-Vlaanderen toe aan het graafschap Vlaanderen.
Het gebied kwam in de 10e eeuw boven water te liggen, en vanaf 1018 behoorde het tot graafschap Vlaanderen en vormde daarvan een bestuurlijke eenheid. In 1242 verleende Johanna van Constantinopel een keur aan de Vier Ambachten, waarbij een samenwerkingsverband tot stand kwam tussen de volgende vier middeleeuwse ambachten:
- Boekhouter Ambacht, met onder meer Oosteeklo, Bassevelde, Boekhoute, Biervliet.
- Asseneder Ambacht, met onder meer Ertvelde, Assenede, Sas van Gent, en Wachtebeke.
- Axeler Ambacht, met onder meer Axel, Terneuzen, Zaamslag, Westdorpe, en Zuiddorpe.
- Hulster Ambacht, met onder meer Hulst, Hengstdijk, Ossenisse, Graauw, Sint Jansteen en het huidige Verdronken Land van Saeftinghe.

De keur, of 'keure' zoals de gebruikelijke naam was, omvatte alle privileges en gerechtelijke bevoegdheden van de ambachten binnen het graafschap. Ze werd bewaard in een 'couffre', een eikenhouten kist met vier sleutels. Deze kist werd op de 'keurdag' plechtig overgedragen naar de hoofdplaats van een van de ambachten, zodat iedereen even lang in het bezit zou zijn van de kist. In 1994 hebben de gezamenlijke heemkundige kringen dit gebruik in ere hersteld. Aanvankelijk elk jaar, maar thans eens in de twee jaar. Het zijn tegenwoordig niet alleen de hoofdplaatsen van de ambachten waar de keuredag wordt gevierd, maar ook de plaatsen Wachtebeke, Terneuzen, Philippine en Kloosterzande zijn al eens aan de beurt geweest.
In 1323 moest de graaf van Vlaanderen formeel en definitief afstand doen van het gebied ten noorden van de Honte (Zeeland Bewestenschelde), dat aan de graaf van Henegouwen-Holland kwam, die soeverein van het hele graafschap Zeeland werd. Het graafschap Zeeland vormde een personele unie met Henegouwen en Holland van 1323 tot 1433 (Henegouwse huis en Beierse huis) en daarna van 1433 tot 1581 (Bourgondische huis en Habsburgse huis) een personele unie met Vlaanderen, Artesië, Henegouwen, Namen, Holland en Zutphen. Vanaf 1482 behoorde het graafschap Zeeland tot de Habsburgse Nederlanden. Het graafschap Zeeland bestond uit Zeeland Bewestenschelde en Zeeland Beoostenschelde.
De Vier Ambachten bleven bij Vlaanderen, totdat het noordelijk deel ervan, in de loop van de Tachtigjarige Oorlog, geleidelijk door de Republiek der Verenigde Nederlanden werd ingepalmd. Dit proces werd afgesloten met de inname van het Land van Hulst door Frederik Hendrik, in 1645. Na de Vrede van Münster (1648) maakte het deel uit van Staats-Vlaanderen, met uitzondering van het Land van Axel, dat als commitimus rechtstreeks door de Staten van Zeeland werd bestuurd. In 1664 werd de grens tussen de Noordelijke en de Zuidelijke Nederlanden definitief vastgesteld, en deze verdeelt tegenwoordig het gebied van de Vier Ambachten in een Nederlands deel (Oost-Zeeuws-Vlaanderen) en een Belgisch deel.
Het begrip Vier Ambachten komt terug in de naam van de heemkundige kring en bij het voormalige waterschap in dit gebied. Daarnaast kende Hulst het streekmuseum De Vier Ambachten, dat in 2018 werd hernoemd naar Museum Hulst.